# Jimmy Cooks
Jimmy Cooks — песня канадского рэпера и певца Дрейка, записанная при участии американского рэпера 21 Savage, вышедшая 17 июня 2022 года в качестве четырнадцатого (последнего) трека с седьмого студийного альбома Дрейка Honestly, Nevermind. Продюсированием песни занимались Tay Keith, Vinylz, Cubeatz и Tizzle. Является единственным треком на альбоме, содержащим гостевое участие. Трек дебютировал под номером один в американском чарте Billboard Hot 100, став одиннадцатой песней номер один для Дрейка и второй песней номер один для 21 Savage.

## Описание
Название трека «Jimmy Cooks» отсылает к персонажу канадского сериала «Деграсси: Следующее поколение» по имени Jimmy Brooks, роль которого играл Дрейк.
В начале трека использован сэмпл трека 1999 года «Just Awaken Shaken» участника Three 6 Mafia американского рэпера Playa Fly, а также упоминается умерший рэпер Lil Keed.

## Отзывы
Джастин Курто из Vulture похвалил исполнение Дрейка за «почти полный режим крунера здесь», а появление 21 Savage подняло песню, сделав её «самым высокоэнергичным и ярким моментом альбома». Армон Сэдлер из Uproxx посчитал песню "похоже, второй частью трека «Knife Talk» из альбома Certified Lover Boy и описал трек как «в равных частях весёлый, дерзкий и задорный, обычный для двух перечисленных рэперов». Майкл Сапонара из Billboard назвал эту песню лучшей на альбоме Honestly, Nevermind, отметив, что Дрейк «должен был напомнить слушателям, что он находится на вершине пищевой цепи в рэп-игре, приберегая лучшее напоследок».

## Чарты
| Чарт (2022)                           | Высшая позиция |
| ------------------------------------- | -------------- |
| Австралия (ARIA)                      | 4              |
| Австрия (Ö3 Austria Top 40)           | 12             |
| Канада (Billboard Canadian Hot 100)   | 1              |
| Дания (Tracklisten)                   | 34             |
| Франция (SNEP)                        | 98             |
| Германия (GfK)                        | 34             |
| Мир (Billboard Global 200)            | 3              |
| Ирландия (IRMA)                       | 9              |
| Италия (FIMI)                         | 98             |
| Нидерланды (Single Top 100)           | 24             |
| Новая Зеландия (Recorded Music NZ)    | 3              |
| Португалия (AFP)                      | 18             |
| ЮАР (RISA)                            | 1              |
| Швеция (Sverigetopplistan)            | 45             |
| Швейцария (Schweizer Hitparade)       | 5              |
| Великобритания (OCC UK Singles)       | 7              |
| Великобритания (OCC UK Hip Hop/R&B)   | 1              |
| США (Billboard Hot 100)               | 1              |
| США (Billboard Hot R&B/Hip-Hop Songs) | 1              |
| США (Billboard Pop Airplay)           | 36             |
| США (Billboard Rhythmic)              | 1              |

## Сертификации
| Регион | Сертификация  | Продажи   |
| --- | ------------- | --------- |
| Австралия (ARIA) | Платиновый    | 70 000    |
| Дания (IFPI Danmark) | Золотой       | 45 000    |
| Франция (SNEP) | Золотой       | 100 000   |
| Италия (FIMI) | Золотой       | 50 000    |
| Новая Зеландия (RMNZ) | Платиновый    | 30 000    |
| Польша (ZPAV) | Золотой       | 25 000    |
| Португалия (AFP) | Золотой       | 5000      |
| Великобритания (BPI) | Золотой       | 400 000   |
| США (RIAA) | 3× Платиновый | 3 000 000 |
| Стриминг |               |           |
| Греция (IFPI Greece) | Платиновый    | 2 000 000 |
| Данные о продажах + прослушиваниях приведены только на основе сертификации. · Данные только о прослушиваниях приведены на основе сертификации. |               |           |